# Vättertåg
|  | Unknown BSicon "exKBHFa" |

|  | Unknown BSicon "exHST" |

| Unknown BSicon "exKBHFa" | Unknown BSicon "exSTR" |

| Unknown BSicon "exBHF" | Unknown BSicon "exSTR" |

| Unknown BSicon "exHST" | Unknown BSicon "exSTR" |

| Unknown BSicon "exBHF" | Unknown BSicon "exSTR" |

| Unknown BSicon "exHST" | Unknown BSicon "exSTR" |

| Unknown BSicon "exSTRl" | Unknown BSicon "exABZg+r" |

|  | Unknown BSicon "exBHF" |

|  | Unknown BSicon "exHST" |

|  | Unknown BSicon "exHST" |

|  | Unknown BSicon "exHST" |

|  | Unknown BSicon "exHST" |

|  | Unknown BSicon "exBHF" |

|  | Unknown BSicon "exHST" |

|  | Unknown BSicon "exHST" |

|  | Unknown BSicon "exHST" |

|  | Unknown BSicon "exHST" |

|  | Unknown BSicon "exKBHFe" |

|  | Unknown BSicon "exKBHFa" |

|  | Unknown BSicon "exHST" |

| Unknown BSicon "exKBHFa" | Unknown BSicon "exSTR" |

| Unknown BSicon "exBHF" | Unknown BSicon "exSTR" |

| Unknown BSicon "exHST" | Unknown BSicon "exSTR" |

| Unknown BSicon "exBHF" | Unknown BSicon "exSTR" |

| Unknown BSicon "exHST" | Unknown BSicon "exSTR" |

| Unknown BSicon "exSTRl" | Unknown BSicon "exABZg+r" |

|  | Unknown BSicon "exBHF" |

|  | Unknown BSicon "exHST" |

|  | Unknown BSicon "exHST" |

|  | Unknown BSicon "exHST" |

|  | Unknown BSicon "exHST" |

|  | Unknown BSicon "exBHF" |

|  | Unknown BSicon "exHST" |

|  | Unknown BSicon "exHST" |

|  | Unknown BSicon "exHST" |

|  | Unknown BSicon "exHST" |

|  | Unknown BSicon "exKBHFe" |

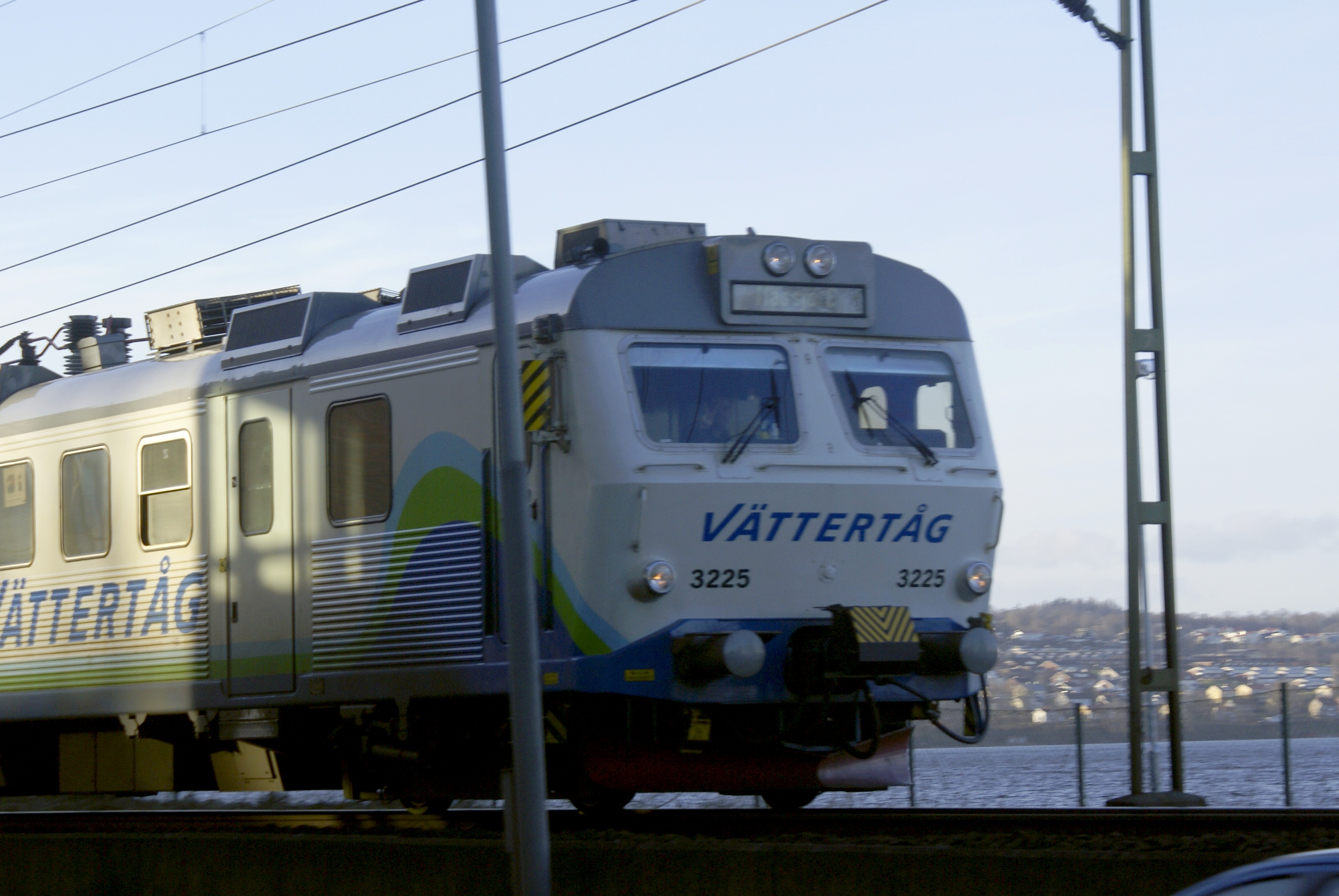
Vättertåg vid Jönköping i februari 2008.

Vättertåg var ett varumärke för de persontåg som kördes sträckan Nässjö-Jönköping-Falköping-Skövde/Töreboda/Göteborg. De kördes av olika operatörer, bland annat SJ och BK-tåg på uppdrag av Jönköpings Länstrafik och Västtrafik. Beteckningen Vättertåg upphörde den 12 december 2010 och linjen ingick därefter i Västtågen, som är ett samarbete mellan Västtrafik, Jönköpings länstrafik och Hallandstrafiken.

## Historia
Vättertåg började i juni 1994 som ett samarbete mellan trafikhuvudmannen, Statens Järnvägar och staten. Förut gick tågen sträckan Töreboda-Skövde-Falköping-Jönköping-Nässjö-Sävsjö men sedan år x[källa behövs], då SJ tog över trafiken för tågen, valde man att korta av linjen till att huvudsakligen endast gå mellan Skövde och Nässjö. Sävsjö och Töreboda fick då istället utökad trafik med lokaltåg/InterCity-tåg. I Sävsjös fall ersattes trafiken med krösatåg mellan Nässjö-Sävsjö-Alvesta och Töreboda fick istället ökade avgångar med InterCity-tågen mellan Stockholm och Göteborg för att kompensera bortfallet av vättertåg.

## Tågtyper
Tågflottan bestod från början av 6 motorvagnar av typ X14 vilka hade samma färgsättning som dåvarande Länstrafiken i Skaraborgs bussar. Senare kompletterades den med ett antal Regina motorvagnar som hade Västtrafiks färgsättning.

## Se även

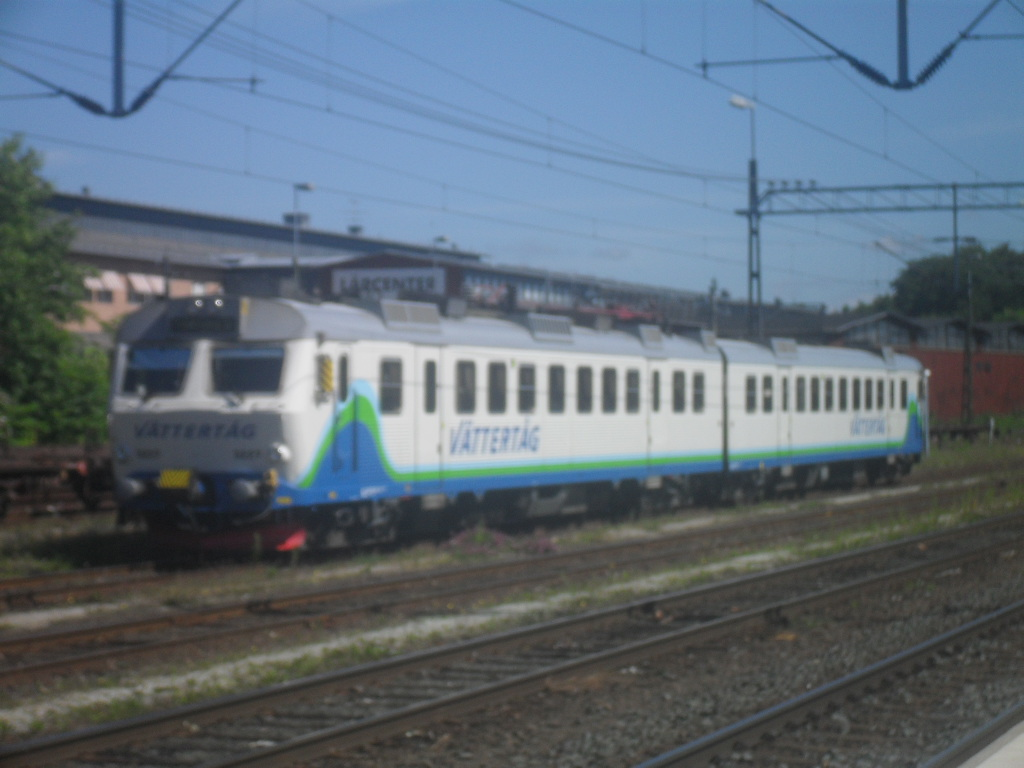
Ett vättertåg

## Källhänvisningar
1. ↑  ”Västtågen blir nya regionstrafiken”. Sveriges radio. 15 september 2010. https://sverigesradio.se/sida/artikel.aspx?programid=104&artikel=4013955. Läst 8 oktober 2018.
2. ↑  Spåren efter avregleringen ISBN 91-88371-80-8